# Коковкин, Борис Сергеевич
Борис Сергеевич Коковкин (8 октября 1910, Петровск-Порт, Дагестанская область — 18 ноября 1985, Ленинград) — советский актёр театра и кино.

## Биография
Борис Коковкин родился 8 октября 1910 года.
В юности Борис Коковкин выступал на сценах театров Владикавказа и Днепропетровска. Служил в театрах Ленинграда — Большом драматическом, новом ТЮЗе, Академическом драматическом театре им. В. Ф. Комиссаржевской.
В кино с 1952 года, дебют — роль художника Валентина Серова в фильме «Римский-Корсаков».
Умер 18 ноября 1985 года. Похоронен на Южном кладбище Санкт-Петербурга.

## Фильмография
- 1952 — Римский-Корсаков — Валентин Серов
- 1953 — Честь товарища — Зорин
- 1954 — Большая семья — директор завода
- 1954 — Запасной игрок — Бабушкин
- 1955 — Два капитана — полковник
- 1956 — Крутые горки — Кочеток
- 1956 — Невеста — Мокий Петрович
- 1956 — Старик Хоттабыч — член экзаменационной комиссии
- 1957 — Бессмертная песня — регент
- 1957 — Летят журавли — Чернов
- 1962 — После свадьбы — Кислов, секретарь райкома
- 1963 — Приходите завтра... — директор института
- 1968 — Гроза над Белой — генерал в армии Колчака
- 1968 — Удар! Ещё удар! — Комаров
- 1972 — Карпухин — Владимиров
- 1973 — Здесь наш дом — парторг цеха
- 1975 — Одиннадцать надежд — председатель общества
- 1978 — Всё решает мгновение — Семёныч, старый тренер по плаванию
- 1980 — Куст сирени

## Награды и премии
- МКФ в Канне (1955, Приз лучшему актёрскому составу, фильм «Большая семья»)